# Tratado Herrera-Mariscal
Tratado Herrera-Mariscal é um documento assinado em 1882 entre o presidente do México Manuel González Flores e o presidente da Guatemala Justo Rufino Barrios, no qual esta última nação renunciou suas reivindicações territoriais sobre Chiapas e Soconusco. O acordo foi ratificado em 1883.